# Xã Eagle, Quận Bradley, Arkansas
Xã Eagle (tiếng Anh: Eagle Township) là một xã thuộc quận Bradley, tiểu bang Arkansas, Hoa Kỳ. Năm 2010, dân số của xã này là 125 người.